# Saint-Ambroix, Cher
Saint-Ambroix là một xã thuộc tỉnh Cher trong vùng Centre-Val de Loire miền trung Pháp.

## Dân số
| 1962                                | 1968 | 1975 | 1982 | 1990 | 1999 | 2006 |
| ----------------------------------- | ---- | ---- | ---- | ---- | ---- | ---- |
| 468                                 | 496  | 409  | 406  | 386  | 374  | 378  |
| Từ năm 1962 Dân số không tính trùng |      |      |      |      |      |      |